# Нельсон Ріддл
Нельсон Ріддл (англ. Nelson Riddle; 1 червня 1921, Ораделл, округ Берген, Нью-Джерсі — 6 жовтня 1985, Лос-Анджелес, Каліфорнія) — американський аранжувальник музики для біг-бендів, композитор, тромбоніст, керівник і диригент оркестру. Його робота на лейблі Capitol Records була пов'язана з такими співаками, як Елла Фіцджеральд, Нет Кінг Коул, Джуді Гарленд, Дін Мартін, Пеггі Лі, Джонні Метіс, Розмарі Клуні та Кілі Сміт. Його твори отримали Оскар, а також три премії Греммі.

## Біографія

### Ранні роки
Ріддл народився в Ораделлі, штат Нью-Джерсі. Був єдиною дитиною Марі Альбертіни Ріддл (англ. Marie Albertine Riddle) і Нельсона Смока Ріддла Старшого (англ. Nelson Smock Riddle Sr.). Пізніше переїхав до сусіднього міста Ріджвуд. Після появи інтересу до музики у батька Рілдла, він почав брати уроки гри на фортепіано у віці восьми років та уроки тромбона у чотирнадцять років.
Музикою, яка його сформувала, було виконання Сергія Кусевицького та Бостонського симфонічного оркестру твору Моріса Равеля — Болеро. Рідл пізніше говорив: «Я ніколи не забуду про це. Це схоже на те, якби оркестр стрибнув зі сцени і поцілував тебе».
У підлітковому віці він вирішив стати професійним музикантом; «Я хотів бути джазовим тромбоністом, але я не мав належної координації для цього». Тому його талант став виявлятися у створенні та аранжуванні музики.
Ріддл і його сім'я мали літній будинок у Рамсоні, штат Нью-Джерсі. Йому так сподобався Рамсон, що він переконав своїх батьків дозволити йому відвідувати там середню школу.
У Рамсоні, граючи в оркестрі Чарльза Бріггса, він зустрів один з найважливіших впливів на його пізній стиль: Білл Фінеган, у якого він почав брати уроки. Попри те, що він був всього на чотири роки старший за Ріддла, Фінеган був значно більш музикальний, і протягом декількох років створив кілька найпопулярніших аранжувань епохи свінгу, такі як «Little Brown Jug» Гленна Міллера, також чудові джазові аранжування творів композитора Томмі Дорсі, як «Chlo-e» та «At Sundown» середини 1940-х років.

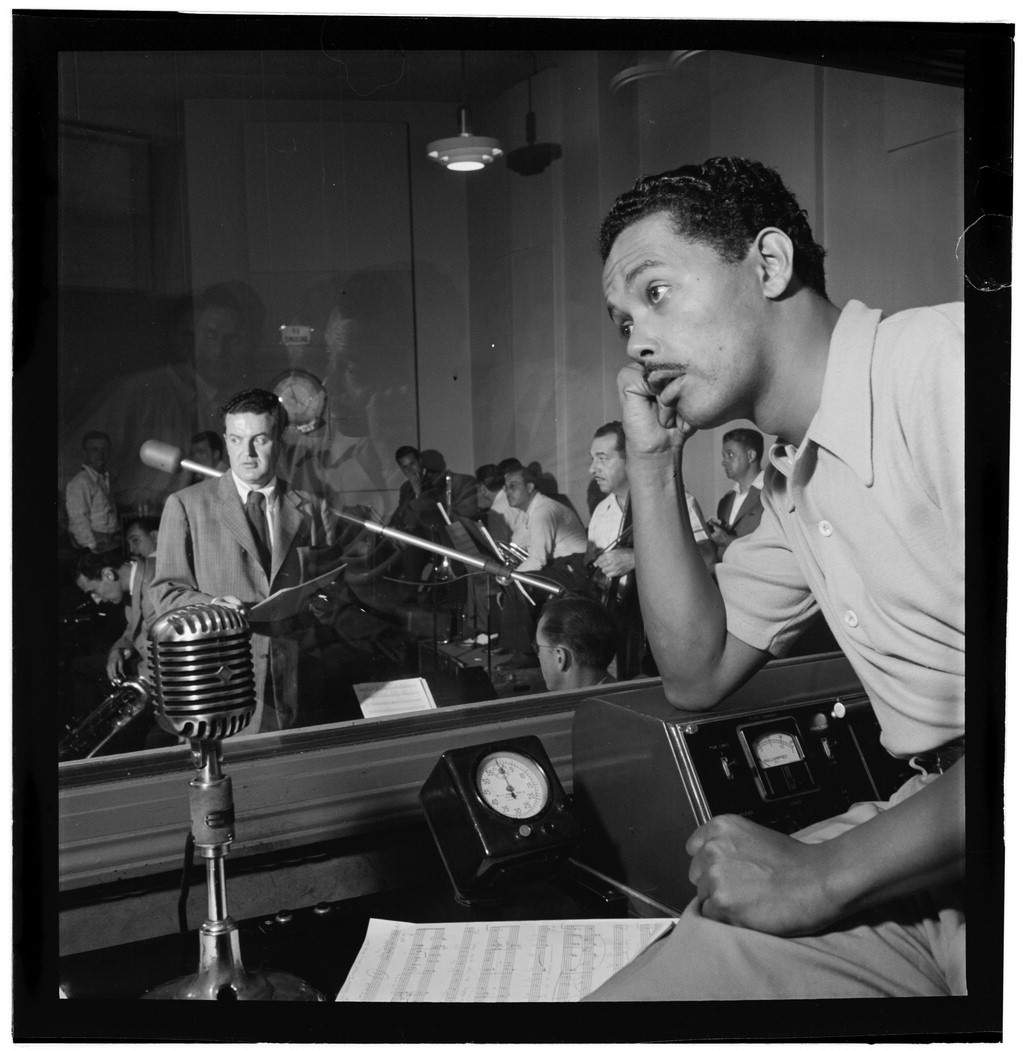
Нельсон Ріддл на звукозаписі Біллі Екстайна. 1940-ві роки.

Після закінчення школи, Ріддл на початку 20-х років грав на тромбоні і іноді організовував різні колективи з місцевих музикантів, кульмінацією яких стала його робота з оркестром Чарлі Співака. У 1943 році Ріддл вступив у торговий флот, який знаходився в Шіпсхед-Бей, Бруклін, Нью-Йорк і працював там близько двох років, продовжуючи працювати в оркестрі Чарлі Співака. Він вивчав оркестрування у свого товариша з флоту, композитора Аллана Шульмана. Після закінчення призову в 1944 році, Ріддл вирушив до Чикаго, щоб приєднатися до оркестру Томмі Дорсі, де він залишався третім тромбоном оркестру протягом одинадцяти місяців, поки його не призвали до армії у квітні 1945 року, незадовго до закінчення Другої світової війни. Він був звільнений у червні 1946 року, після п'ятнадцяти місяців активної служби. Незабаром він переїхав до Голлівуду, щоб продовжити кар'єру аранжувальника і провів наступні кілька років там, написавши кілька проєктів для радіо та студії.

### Capitol Records
У 1950 році Ріддл був найнятий композитором Лісом Бакстером для запису з Нетом Кінг Коулом. Це була одна з перших робіт Рідла на Capitol Records.
У тому ж році Ріддл також розпочав розмову з Верном Йокумом (англ. Vern Yocum), джазовим музикантом та братом Кларка Йокума, учасника вокального гурту The Pied Pipers. Йому було запропоновано писати музику для Френка Сінатри та інших артистів на Capitol Records. Після цього Ріддл працював з Верном, який став його «правою рукою» як переписувач і секретар протягом наступних тридцяти років.
У 1953 році керівники Capitol Records розглядали Нельсона Ріддла як основного претендента для роботи з Френком Сінатрою, який знову прибув на лейбл. Однак Сінатра відмовлявся, воліючи залишатися з Акселем Стордалем, його давнім співавтором з часів Columbia Records. Коли успіху після перших кількох записів зі Стордалем не виявилося, Сінатра зрештою вирішив запросити Ріддла, який організував першу сесію запису для нього, що відбулася 30 квітня 1953 року. Перший продукт партнерства Ріддла та Сінатри, «I've Got the World on a String», став хітом, і йому часто приписують поновлення кар'єри співака. Особистим фаворитом Ріддла була пісня з альбому балад Сінатри, одна з його найуспішніших записів, «Only the Lonely».
Протягом наступного десятиліття Ріддл продовжував працювати з Сінатрою та Коулом, на додаток до таких артистів Capitol Records, як Кейт Сміт, Джуді Гарленд, Дін Мартін, Кілі Сміт, Сью Рені та Ед Таунсенд. Він також знайшов час для випуску власних інструментальних творів і альбомів на лейблі Capitol. Наприклад, найуспішнішою мелодією Ріддла була «Lisbon Antigua», яка вийшла в листопаді 1955 року. Найпомітнішими альбомами Рідла були Hey. . . Let Yourself Go (1957) та C'mon. . . Get Happy (1958), обидва з яких досягли двадцятих позицій у чартах Billboard.
Працюючи в Capitol, Ріддл продовжував будувати свою успішну кар'єру, займаючись аранжуванням музики для фільмів, насамперед працюючи для Metro-Goldwyn-Mayer, разом із Конрадом Селінджером. Музика була аранжована для першого дуету між Бінгом Кросбі та Сінатрою, фільму Вище суспільство (1956). Також для фільму Пал Джо (1957) режисера Джорджа Сідні для Columbia Pictures. У 1969 році він аранжував і диригував музику до фільму Пофарбуй свій фургон (англ. Paint Your Wagon), в якому знімалися тріо акторів — Лі Марвін, Клінт Іствуд та Джин Сіберг.

### Пізні роки
1957 року Ріддл і його оркестр були представлені на виставці Rosemary Clooney Show з 30-хвилинною об'єднаною програмою.
У 1962 році Ріддл аранжував два альбоми для Елли Фітцджеральд, Ella Swings Brightly with Nelson та Ella Swings Gently with Nelson, їх перша спільна робота з 1959 року та альбому Ella Fitzgerald Sings the George та Ira Gershwin Songbook. У середині 1960-х років Фіцджеральд і Ріддл співпрацюють в останній раз, записуючи Songbooks, присвячений пісням Джерома Керна (Ella Fitzgerald Sings the Jerome Kern Songbook) і Джонні Мерсера (Ella Fitzgerald Sings the Johnny Mercer Songbook).
У 1963 році Ріддл приєднався до нещодавно створеного лейбла Френка Сінатри Reprise Records під музичним керівництвом Морріса Столоффа (англ. Morris Stoloff). Більшість його робіт у 1960-х і 1970-х роках була присвячена фільмам і телебаченню, у тому числі його хіт для серіалу Route 66, музика для епізодів Бетмена та інших телесеріалів, включаючи тему для Недоторканних, і створення музики для десятків фільмів.
У другій половині 1960-х років партнерство між Ріддлом і Френком Сінатрою стало віддаленішим, оскільки Сінатра почаі все частіше звертатися до Дона Кости (англ. Don Costa), Біллі Мея (англ. Billy May) та багатьох інших аранжувальників для своїх проєктів альбомів. Попри це, Ріддл пише різні аранжування для Сінатри до кінця 1970-х років. Strangers In The Night, що вийшов 1966 року, став останнім повним альбомом проєкту, який колектив завершив разом.
У 1966 році Ріддл був найнятий телевізійним продюсером Вільямом Дозіром (англ. William Dozier) для написання музики до телесеріалу Бетмен з Адамом Вестом у головній ролі. Ніл Гефті написав заголовну тему для Бетмена, але саме Ріддл написав музику для перших двох сезонів серіалу (крім двох серій, для яких писав Воррен Баркер). Біллі Мей виконав музику третього сезону. Повторний запис музики Ріддла з Бетмена вийшов однією LP.
Протягом 1970-х років більшість його робіт призначалася для кіно та телебачення, включаючи партитуру для фільму Великий Гетсбі (1974), завдяки якій Рідл отримав свою першу премію Оскар після п'яти номінацій. У 1973 році він здобув премію Еммі як композитор за вар'єте The Julie Andrews Hour. Також Ріддл написав пісню для серіалу Надзвичайна ситуація (англ. Emergency!) (1972) та міні-серіалу Сьоме авеню (1977). Оркестр Нельсона Ріддла також виступав із численними концертами у 1970-х роках, деякі з яких були під керівництвом його друга Томмі Шепарда (англ. Tommy Shepard).
У 1960-х і 1970-х роках Ріддл був лідером бенду в комедійному серіалі-вар'єте The Comedy Hour The Smothers Brothers.
14 березня 1977 року Ріддл зробив три останні аранжування з Френком Сінатрою. Пісні Linda, Sweet Lorraine і Barbara були призначені для альбому пісень з іменами жінок. Альбом так і не було завершено. «Sweet Lorraine» вийшла 1990 року, а дві інші в The Complete Reprise Studio Recordings 1996 року.
У 1982 році Ріддл востаннє працював з Елою Фітцджеральд, записуючи альбом на Pablo Records, The Best Is Yet to Come.

### Професійне відродження
Навесні 1982 року до Ріддла звернулася Лінда Ронстадт, по телефону через свого менеджера і продюсера Пітера Ешера, з пропозицією написати аранжування для альбому з джазовими стандартами, які Лінда розглядала з моменту її перебування в Піратах Пензанса. Угода між ними призвела до укладання контракту на три альбоми, які включали останні аранжування кар'єри Ріддла, за винятком альбому з дванадцяти стандартів Great American Songbook, які він аранжував для свого старого друга, оперного співака Кірі Те Канава, в квітні 1985 року, за шість місяців до його смерті у жовтні. Ронстадт згадує, що коли вона вперше наблизилася до Ріддла, вона не знала, чи він знайомий з її музикою. Він знав її ім'я, але здебільшого ненавидів рок-н-рол. Однак його дочка була великою шанувальницею Лінди Ронстадт і сказала батькові: «Не хвилюйся, тату, її чеки тебе потішать» (англ. Don't worry, Dad. Her checks won't bounce Her checks won't bounce).
Коли Ріддл дізнався про бажання Ронстадт дізнатися більше про традиційну поп-музику, він погодився попрацювати з нею, але наполягав на цілому альбомі. Він пояснив Ронстадт, що одного разу він відкинув Пола Маккартні, який шукав його, щоб укласти контракт на один із альбомів Маккартні: «Я просто не міг цього зробити. Ви не можете любити щось середнє у величезній купі речей. Настає настрій, а потім змінюється. Це схоже на зображення у поганому кадрі». Ріддл спочатку скептично ставився до пропонованого проєкту Ронстадт, але як він погодився, його кар'єра відразу перевернулась. Для неї «музика з ліфта» (фонова музика), як вона її називала, була великим сюрпризом для молодої аудиторії. Джо Сміт, президент Elektra, був в жасі, що цим альбомом була відсіяна рок-аудиторія. Три альбоми було продано у розмірі більш ніж семи мільйонів копій, і Ріддл повернувся до молодої аудиторії за останні три роки свого життя. Композиції для Лінди Ронстадт What's New (1983) та Lush Life (1984) принесли Ріддлу його другу та третю нагороди Греммі.
19 січня 1985 року він виступав на 50-му президентському інавгураційному гала-фестивалі на національному телебаченні, напередодні другої інавгурації Рональда Рейгана. У програмі брав участь Френк Сінатра, який заспівав «Fly Me to the Moon» та «One for My Baby (і One More for the Road)» (за підтримки сольного танцю Михайла Баришнікова).
Працюючи з Ронстадт, кар'єра Ріддла в останні три роки свого життя опинилася у центрі уваги. Стівен Голден із The New York Times написав про What's New: «Це не перший альбом рок-співачки, яка віддає шану золотому віку популярності, але є… найкращою і найсерйознішою спробою реабілітувати ідею поп-музики, яка була захоплена Бітломанією і масовим маркетингом рок-дисків для підлітків у середині 60-х років… За десять років до Бітломанії більшість великих співаків 40-х та 50-х років півстоліття створювали американські стандарти поп-музики на десятках виданих альбомів. . . багато хто з них вже давно закінчив кар'єру». What's New це перший альбом рок-музиканта, який має великий комерційний успіх у відновленні Great American Songbook.
Третя та остання Греммі Ріддла була присуджена посмертно на початку 1986 року і була прийнята від його імені Ліндою Ронстадт.

## Особисте життя
Під час служби в армії, Ріддл одружився зі своєю першою дружиною Дорін Моран (англ. Doreen Moran), 1945 року. У пари було шестеро дітей. Ріддл мав позашлюбний роман зі співачкою Розмарі Клуні в 1960-х роках, що сприяло розпаду їхніх шлюбів. 1968року Ріддл став віддалятися від своєї дружини Дорі і;вони офіційно розлучилися в 1970 роц.
Через кілька місяців він одружився з Наомі Тененгольц (англ. Naomi Tenenholtz), своєю секретаркою, з якою він залишався все життя. Діти Ріддла розосереджені між східним і західним узбережжями Сполучених Штатів, а Нельсон-молодший живе в Лондоні, Великобританія. Старша дочка Ріддла, Розмарі, є піклувальником трастового фонду Нельсона Ріддла (Nelson Riddle Trust).
Ріддл був членом Phi Mu Alpha Sinfonia, національної музичної співдружності.

### Смерть та спадщина
У 1985 році Ріддл помер у Лос-Анджелесі, в Медичному центрі Сідар-Сінай у віці 64 років, внаслідок серцевої та ниркової недостатності, які були викликані цирозом печінки, який був діагностований у нього п'ятьма роками раніше. Похований на цвинтарі Hollywood Forever у Голлівуді, штат Каліфорнія, у залі Мавзолею Давида.
Після смерті Ріддла останні три його аранжування для альбому Ронстадт For Sentimental Reasons зробив Террі Вудсон; альбом вийшов у 1986 році.
У лютому 1986 року молодший син Ріддла, Крістофер, досвідчений бас-тромбоніст, взяв на себе керівництво батьківським оркестром.
Після смерті другої дружини Ріддла, Наомі, у 1998 році доходи від продажу будинку Ріддла у Бел-Ейрі були використані для створення кафедри Nelson Riddle Endowed та бібліотеки в Аризонському університеті, які офіційно були відкриті у 2001 році. На відкритті було представлено гала-концерт із робіт Ріддла, а Ронстадт була запрошеним гостем.
У 2000 році диригент Еріх Кунцель та Cincinnati Pops Orchestra випустили альбом присвячений Ріддлу під назвою Route 66: The Nelson Riddle Sound на лейблі Telarc. Альбом демонстрував розширені оркестрові адаптації оригінальних аранжувань, які були взяті з архівів Нельсона Ріддла, та звучали у сучасному цифровому записі. Альбом був серед перших релізів, що вийшли на багатоканальному SACD.

## Дискографія
- Див. статтю «Nelson Riddle discography[en]» в англійському розділі.